# Пернице
Перниці (словен. Pernice) — поселення в общині Мута, Регіон Корошка, Словенія. Висота над рівнем моря: 542,6 м.